# لوريل يبرش
لوريل يبرش (بالإنجليزية: Laurel Burch)‏ هي رسامة أمريكية، ولدت في 31 ديسمبر 1945، وتوفيت في 13 سبتمبر 2007 بسبب مرض عظمي.